# Oxyporus brunneus
Oxyporus brunneus är en svampart som beskrevs av Iturr. & Ryvarden 2010. Oxyporus brunneus ingår i släktet Oxyporus, klassen Agaricomycetes, divisionen basidiesvampar och riket svampar.   Inga underarter finns listade i Catalogue of Life.